# Brasiella rotundatodilatata
Brasiella rotundatodilatata is een keversoort uit de familie van de loopkevers (Carabidae). De wetenschappelijke naam van de soort is voor het eerst geldig gepubliceerd in 1925 door W. Horn.